# Manuel Merry y Colón
Manuel Merry y Colón o Colom (Sevilla, 1835-ibidem, 15 de octubre de 1894) fue un cervantista e historiador español del siglo XIX. 

## Biografía
Fue hijo de una familia aristocrática sevillana formada por Antonio Merry y Dolores Colom; su hermano Francisco Merry fue nombrado Conde de Benomar por Alfonso XII en reconocimiento a su trayectoria como diplomático (fue embajador en Tánger (1860), Berlín y Roma). Antonio estudió filosofía y letras, además de derecho en la Universidad de Sevilla y Teología en el Seminario conciliar de la ciudad. En 1862 habría sido editor de La Bética. Tras ser profesor sustituto y luego auxiliar en la Universidad de Sevilla entre 1863 y 1866, en 1867 sacó por oposición la cátedra de latín y principios de literatura del Instituto de Osuna, que dirigió además al menos entre 1869 y 1870, según las Guías oficiales de España de esos años; entre sus discípulos tuvo al futuro gran cervantista Francisco Rodríguez Marín, como este mismo se ocupó en señalar en varios de sus escritos; al año siguiente se doctoró en Filosofía y letras y en 1872 se licenció en ambos derechos, canónico y civil, y en Teología, y ejerció la abogacía en los colegios de Sevilla (1863) y Granada (1873). En 1873 fue catedrático de Estudios críticos sobre autores griegos en la Universidad de Granada y se trasladó a la de Historia de España en 1874. En ese año fue nombrado catedrático numerario por concurso de traslados de Historia crítica de España en la Universidad de Sevilla. Fue además individuo correspondiente de la Real Academia de la Historia y estuvo como vocal en la Comisión de Monumentos de Sevilla (1869-1894). Se casó y tuvo un hijo escritor, Antonio Merry Villalba, quien colaboró con su padre en alguna de sus obras.
Imprimió una Historia de España en cuatro volúmenes que en su segunda edición amplió a seis. En esta y otras obras durante la Restauración se reveló como un conservador y neocatólico integrista, imbuido de una idea providencial de su disciplina; reunió sus artículos contra el librepensador Emilio Castelar en su obra Mis principios respecto a la Santa Sede (1860). En 1889 publicó un Compendio de Historia de España "redactado para servir de texto en los Seminarios y Colegios católicos" donde definía la historia de España como "la ciencia que expone los hechos realizados por la nación española para el cumplimiento de su destino providencial" y afirmaba que uno de los primeros pobladores de España debió ser uno de los cuatro nietos de Jafet. Entre sus estudios literarios, se consagró en especial a estudiar las Novelas ejemplares de Cervantes, el teatro clásico español del Siglo de Oro y, sobre todo, la obra del poeta sevillano y matemático Alberto Lista, cuya Geografía ampliada redactada en la parte astronómica por Alberto Lista completó, anotó y editó (Sevilla, 1864). Colaboró en la publicación quincenal Sevilla Mariana (1881-1884) y en La Cruz: revista religiosa de España y demás países católicos de su amigo León Carbonero y Sol. Algunos lo consideran uno de los numerosos padres intelectuales del nacionalcatolicismo y de las doctrinas parejas de Sabino Arana. Sus manuales de historia, junto con los de Joaquín Rubió y Ors, fueron muy usados y populares como libros de texto en los seminarios conciliares de la época.

## Obras
- Estudio sobre el teatro español en los siglos XVI y XVII, 1876.
- Del origen, fundación, privilegios y excelencias de la Universidad de Osuna, Madrid: Carlos Fraontaura, 1868.
- El libro de los católicos y Carmen de la virtud, Granada, 1874, devocionario dirigido a los niños.
- Ensayo crítico sobre las Novelas ejemplares de Cervantes, 1877.
- Vida y viajes de Colón Sevilla: Universidad, 1885.
- Elementos de Historia Crítica de España, Sevilla, 1885.
- Historia de España (Sevilla: Imp. de A. Izquierdo, 1876-1884, 4 vols.; 2.ª ed. Sevilla: Imp. de Díaz Carballo, 1886-1888, 6 vols.)
- Con Antonio Merry y Villaba, Compendio de Historia de España (Sevilla: José María Ariza, 1889).
- Mis principios respecto a la Santa Sede. Sevilla; Imp. de V. Caro, 1860.
- Geografía ampliada redactada en la parte astronómica por Alberto Lista completó, anotó y editó (Sevilla, 1864).